# مويسيس غارسيا ليون
مويسيس غارسيا ليون (بالإسبانية: Moisés García León) (10 يوليو 1971 بإشبيلية في إسبانيا - ) هو لاعب كرة قدم إسباني في مركز الهجوم. شارك مع منتخب إسبانيا تحت 19 سنة لكرة القدم ومنتخب إسبانيا تحت 20 سنة لكرة القدم. أما مع النوادي، فقد لعب مع أوساسونا وبوليديبورتيفو إيخيذو وخيمناستيك طركونة وريال سرقسطة وسلتا فيغو ونادي إشبيلية ونادي إلتشي ونادي إيركوليس ونادي فياريال ونادي قرطبة ونادي ليغانيس ونادي هويسكا وCD La Muela ‏ وDeportivo Aragón ‏.

## وصلات خارجية
- مويسيس غارسيا ليون على موقع الاتحاد الدولي (مؤرشف)  (الإنجليزية)
- مويسيس غارسيا ليون على موقع قاعدة بيانات كرة القدم.إي يو (الإنجليزية)
- مويسيس غارسيا ليون على موقع Soccerway.com (الإنجليزية)